# Cerro Negro (Argentina)
El cerro Negro es una montaña en la provincia de San Juan, Argentina. Se encuentra en la parte noroeste del país, a 1100 km al oeste de la capital, Buenos Aires. La cima del Cerro Negro está a 2592 metros sobre el nivel del mar.
El área alrededor de Cerro Negro es predominantemente montañosa. El punto más alto cercano posee 2.710 metros sobre el nivel del mar, y se encuentra a 1.9 km al sur de Cerro Negro. El área alrededor de Cerro Negro está casi despoblada, con menos de dos habitantes por km².
Los alrededores del Cerro Negro son esencialmente un paisaje de arbustos abiertos. En la zona hay un clima desértico frío. La temperatura media anual es de 17 °C. El mes más cálido es diciembre, cuando la temperatura promedio es de 26 °C y la más fría es julio, a 4 °C. El promedio anual promedio es de 165 milímetros. El mes lluvioso es febrero, con un promedio de 56 mm de precipitación, y el más seco es octubre, con 2 mm de precipitación. 